# Achal-Tekkiner
Der Achal-Tekkiner (turkmenisch Ahal-teke aty, russisch Ахалтекинская лошадь; auch Achal-Teke-Pferd) zählt zu den ältesten Pferderassen der Welt.
Die Rasse erhielt ihren Namen von dem Herkunftsgebiet, der Oasengruppe Achal-Teke, welche sich zwischen Nordrand des Kopet-Dag-Gebirges und der Wüste Karakum in einem schmalen, über 100 Kilometer langen Streifen von der Stadt Änew im Osten über die turkmenische Hauptstadt Aşgabat bis Baherden im Westen erstreckt. Teke nannte sich ein in diesem Gebiet lebender Stamm der Turkmenen. Die Bezeichnung Achal ist heute auf die zentrale Provinz des Landes, Ahal, übergegangen, die allerdings auch Berg- und Wüstengebiete sowie die weiter östlich gelegene Oasengruppe Atek um die Stadt Kaka umfasst.
2023 wurde die „Kunst der Achal-Tekkiner-Pferdezucht und Traditionen des Pferdeschmucks“ in die UNESCO-Liste des immateriellen Kulturerbes der Menschheit aufgenommen.
Hintergrundinformationen zur Pferdebewertung und -zucht finden sich unter: Exterieur, Interieur und Pferdezucht.

## Exterieur
Das Exterieur des Achal-Tekkiners unterscheidet sich auffällig von anderen Pferderassen.
Das Fundament ist sehr trocken, mit gut ausgeprägten Gelenken und langen, sehnigen Beinen. Die Hufe sind regelmäßig, mittelgroß und hart. Der Körper hat eine schräge, lange und gut bemuskelte Schulter, die Brust ist tief und muskulös, der Widerrist lang und gut ausgeprägt, Rücken und Kreuz sind gerade bei ovaler Rippung und die Kruppe ist gut bemuskelt. Der Hals ist eher hochgestellt, gerade, lang, Unterhals erlaubt.

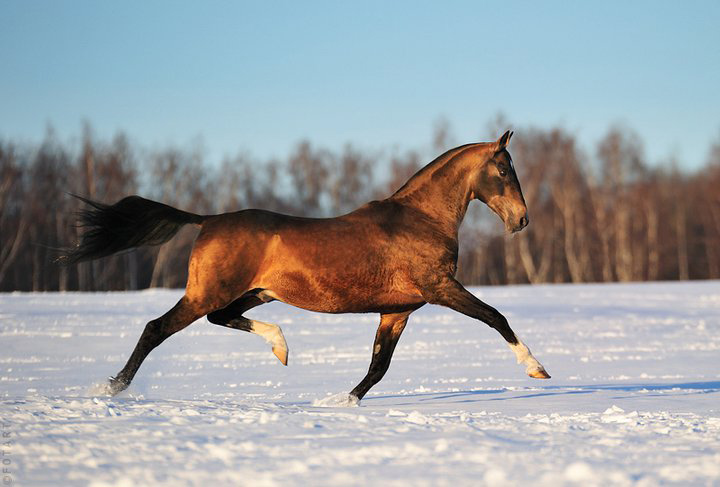
Achal-Tekkiner in der Bewegung

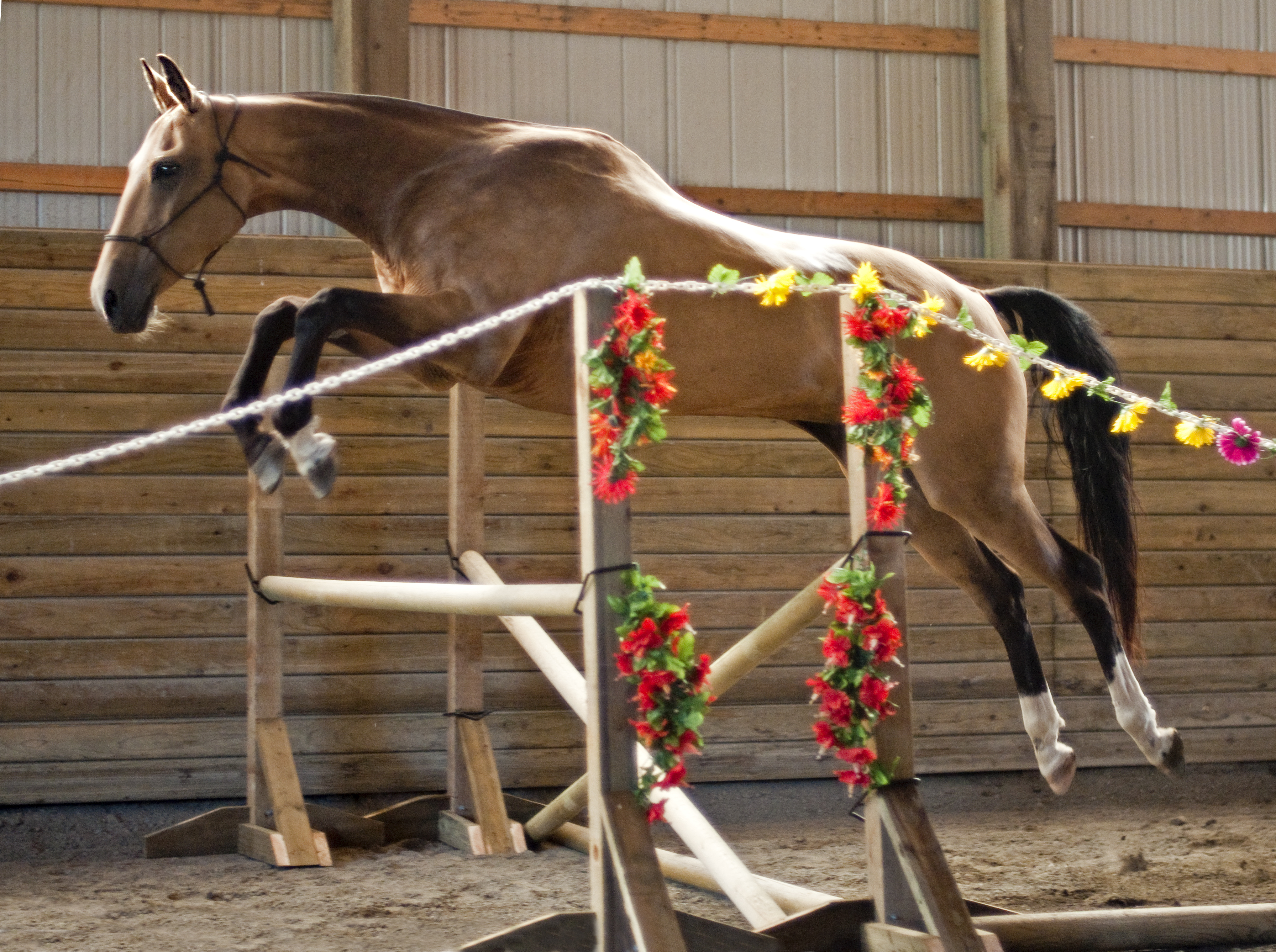
Achal-Tekkiner beim Freispringen

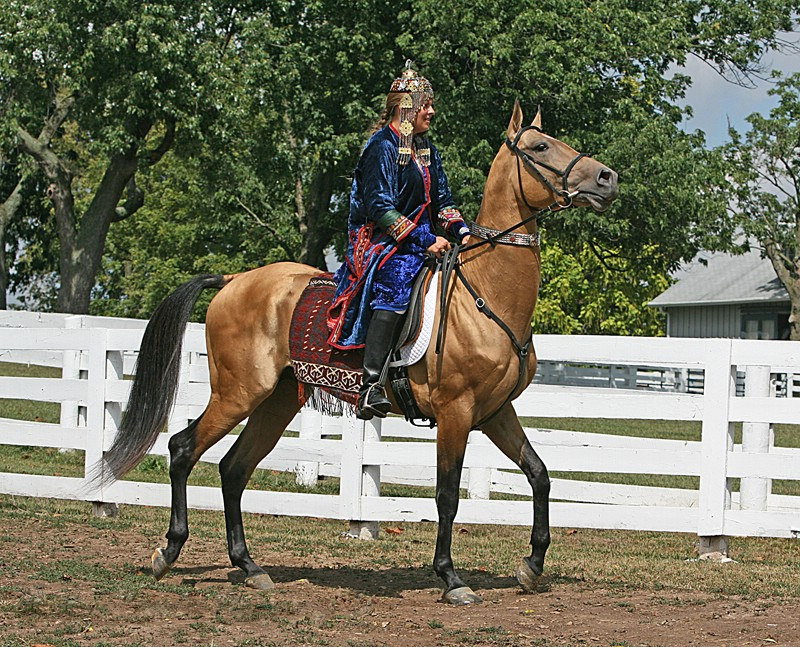
Geschmückter Achal-Tekkiner

Der trockene Kopf weist ein gerades bis konvexes Profil auf, die Stirn ist breit. Er verfügt meist über ein großes, mandelförmiges Auge. Die Ohren sind dünn, lang, beweglich und hochgestellt. Als besondere Merkmale werden beim Achal-Tekkiner die feine Haut beschrieben sowie dass das Schopf-, Mähnen- und Schweifhaar häufig extrem kurz und dünn sind. Auch verfügt er über wenig Fesselbehang. Die häufigsten Farben des feinen, dünnen Fells sind Füchse, Braune, Schimmel und Rappen sowie Isabellen. Das Fell hat häufig einen metallischen Glanz.
Der Bewegungsablauf ist raumgreifend, taktrein, schwungvoll und elastisch. Achal-Tekkiner haben ein ausgeprägtes Galoppiervermögen.

## Interieur
Achal-Tekkiner sind sehr trittsicher, gewandt und nervenstark. Sie sind langlebig und oft bis ins hohe Alter sehr leistungsbereit. Sie sind hart, zäh und widerstandsfähig. Entsprechend trainiert können sie lange Strecken unter schwierigen Bedingungen überwinden. Auf Grund seiner guten Anpassung an das Leben in der Wüste, war er auch zum Durchqueren größerer Wüstengebiete geeignet.

## Eignung
Achal-Tekkiner sind vielseitig veranlagt. Im Dressursport schrieb der Achal-Tekkiner Hengst Absent Geschichte: Unter Sergei Iwanowitsch Filatow gewann er bei Olympischen Sommerspielen mehrere Medaillen: 1960 Einzel-Gold sowie 1964 Einzel und Team Bronze. Mit Ivan Kalita gewann Absent bei den Olympischen Sommerspielen 1968 die Silbermedaille mit der Equipe.
Achal-Tekkiner haben Talent zum Springen. Der Hochsprungrekord des Achal-Tekkiner Hengstes Poligon lag bei 2,25 Meter, der Achal-Tekkiner Perepel stellte im Weitsprung einen Rekord von 8,78 m auf.
Auch im Vielseitigkeitssport sind zu finden. Einer der bekanntesten ist hier der Wallach Kandar (1985–2005): Er nahm in den USA an USEA CCI**-Veranstaltungen teil, gewann 1998 die USEF Horse of the Year-Wahl und stand auf der Longlist für die Olympischen Spiele 2000 in Sydney.
In Turkmenistan und im Süden Russlands werden Achal-Tekkiner im Rennsport eingesetzt und eigens für die Rasse Pferderennen veranstaltet.
Aufgrund seiner Härte und Ausdauer wird der Achal-Tekkiner zudem im Distanzsport eingesetzt. Legendär ist ein Ritt von Aşgabat nach Moskau im Jahre 1935: Die Strecke von 4300 Kilometern wurde in 84 Tagen mit Achal-Tekkinern zurückgelegt. Dabei führten 360 Kilometer durch die Sandlandschaft des Kara-Kum, dieser schwerste Abschnitt wurde in nur drei Tagen gemeistert.

## Zuchtgeschichte

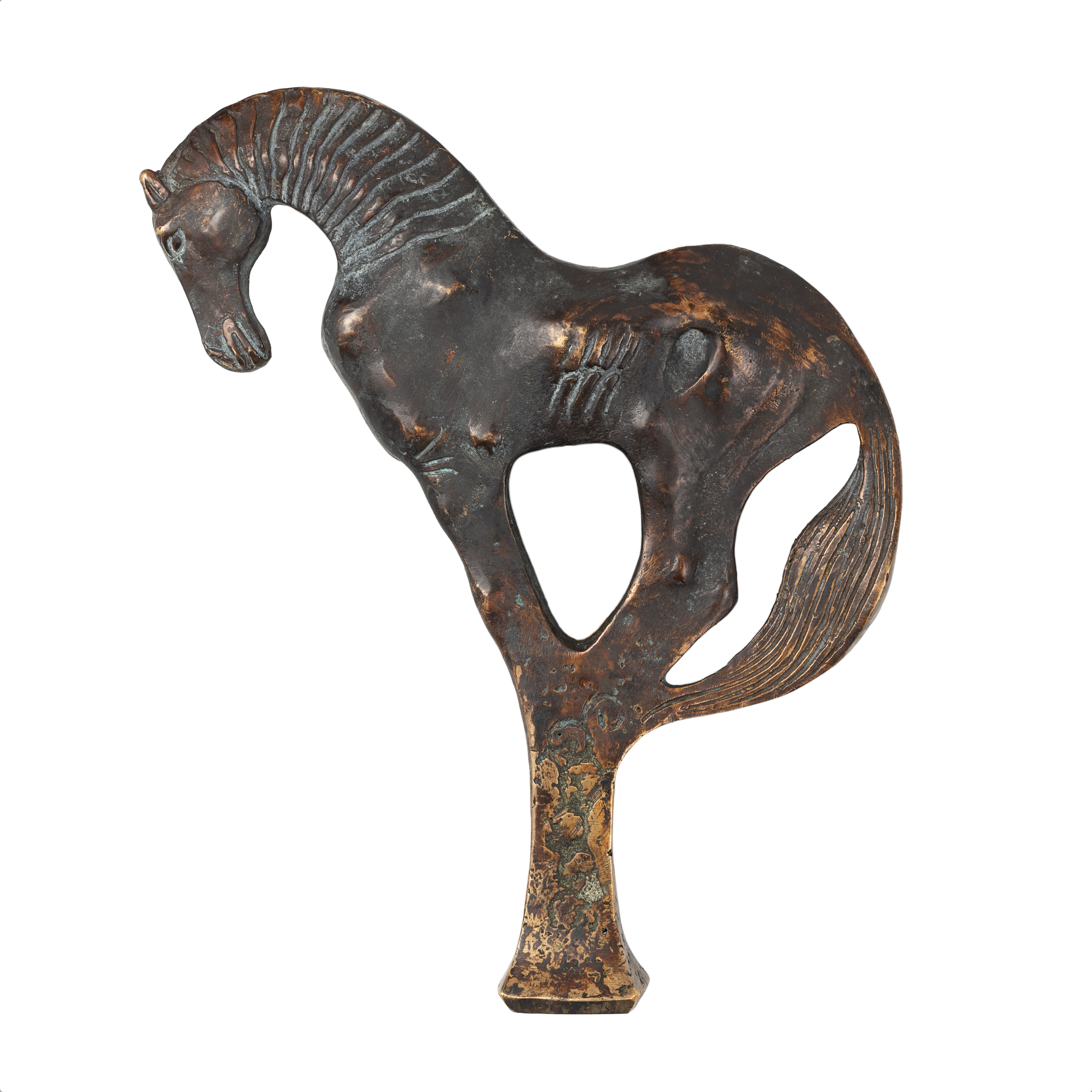
Achal-Teke-Bronze, 4.–1. Jhd. v. Ch.

Das Zuchtgebiet erstreckt sich von Russland über Kasachstan und Turkmenistan bis nach Afghanistan. Die Rasse wird seit annähernd 3000 Jahren gezüchtet. Bereits vor der christlichen Zeitrechnung war der Achal-Tekkiner bis nach China bekannt und begehrt. Der metallische Schimmer brachte ihnen in China den Namen Himmelspferde ein, weswegen die chinesischen Kaiser Krieg mit Baktrien führten, um in den Besitz der Pferde zu kommen. Kriege und Raubzüge dezimierten die Rasse, die dann durch Timur Lenk (1336–1405) eine Auffrischung durch arabische Stuten erhielt.
Achal-Tekkiner werden zur Veredlung von europäischen Rassen eingesetzt. Der in Russland gezogene Hengst Turcmainatti kam 1791 in das Friedrich-Wilhelm-Gestüt in Neustadt (Dosse) und lieferte dort mit Trakehner Stuten sechzehn Beschäler für das Hauptgestüt Trakehnen und die ostpreußischen Landgestüte. Dort wurde er als Vollblutaraber geführt, seine Abstammung ist aber unbekannt. Wahrscheinlich war er ein Achal-Tekkiner. Auch Byerley Turk, einer der drei Begründer des Englischen Vollbluts, soll turkmenischer Abstammung sein.

Staatswappen von Turkmenistan mit Achal-Tekkiner in der Mitte

Das 1917 eröffnete Zuchtbuch für Achal-Tekkiner wird in Russland geführt. Seit dem Zusammenbruch der Sowjetunion erhebt auch Turkmenistan den Anspruch, das Zuchtbuch führen zu dürfen. Ab 1920 wurden Englische Vollblüter eingekreuzt. Dies erwies sich jedoch nicht als Vorteil und die Zuchtleitung beschloss, dass alle Kreuzungen, die nach 1936 geboren wurden, nicht mehr als reinrassig gelten. Kreuzungen, die vor diesem Datum entstanden waren, blieben jedoch im Stutbuch (zum Beispiel 044 Tillja Kusch, Enkel des englischen Vollbluthengstes Burlak, oder 831 Mach, sowohl Enkelin des englischen Vollblüters Blondelli, als auch Ur-Ur-Enkelin des englischen Vollblüters Junak). Als reinrassig gelten nur Achal-Tekkiner, deren Vorfahren im VII. Stutbuch eingetragen sind, da sich alle Stutbuchunterlagen in Moskau befinden.
Der Achal-Tekkiner ist das Wappentier Turkmenistans und wird dort jedes Jahr im April am Tag des turkmenischen Pferdes mit Festivitäten geehrt. Im Wappen ist Yanardag, ein 1991 geborener Achal-Tekkiner World Champion abgebildet.
Der Achal-Tekkiner wird in seinem Ursprungsland in freilaufenden Herden, den sogenannten „Tabun“, gehalten. Die Herden werden von berittenen Hirten in dem weitläufigen Steppengebiet gehütet.
In Europa und in Russland werden Achal-Tekkiner mit Sportpferderassen gekreuzt und als Achal-Tekkiner Partbred registriert, dessen Zuchtbuch vom Russischen Forschungszentrum für Pferdezucht, 391105 Rjanskaja Oblast geführt wird.

## Erbkrankheiten

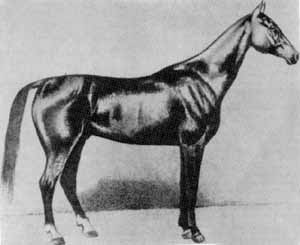
Stammhengst Boinou, Russland *1885

Beim Achal-Tekkiner sind derzeit zwei Erbkrankheiten von Bedeutung:
- Achal-Tekkiner können in seltenen Fällen von einem Defekt des Gen ST14 betroffen sein, was bei der Anpaarung zwei betroffener Pferde zu der seltenen Hauterkrankung „Naked foal syndrome“ (NFS, dt.: Nacktes-Fohlen-Syndrom) führen kann. Merkmale sind ein weitgehendes beziehungsweise völliges Fehlen der Haare sowie Verhornungsstörungen (Ichthyose). 1938 wurden die ersten Fälle von NFS bei Achal-Tekkinern aufgezeichnet. Mittlerweile ist das Genom entschlüsselt und die Mutation erkannt. Die Erkrankung kann in der Zucht nun durch einen Gen-Test vermieden werden.[11]

- Erblicher Kryptorchismus ist innerhalb dieser Rasse sehr verbreitet. Es gibt viele Fälle, in denen betroffene Hengste in direkter Linie über mehrere Generationen verfolgt werden können. Der einflussreiche Stammhengst 2a Boinou hatte Kryptorchismus. Andere bestätigte Kryptorchiden sind 779 Peren, 1248 Orlan, 971 Khalif und Garajusup.[12] 1069 Kortik zeugte drei Einhodigkeit leidende Söhne. Im Gegensatz zu den meisten europäischen und vielen nordamerikanischen Zuchtorganisationen erlauben sowohl Russland als auch Turkmenistan die Zucht mit Kryptorchiden.